# 삼십육계
《삼십육계》(三十六計, 영어: Thirty-Six Stratagems)는 중국의 병법서이다. 병법에 있어서의 전술 36개를 여섯 항목으로 나누어 모은 것이다. 36계는 승전계, 적전계, 공전계, 혼전계, 병전계, 패전계의 총 6개의 큰 줄기에서 각각 6개의 계책이 제시된다.

## 개요
만들어진 시기는 분명하지 않지만, 대개 5세기까지의 고사(故事)를 17세기 명나라 말에서 청나라 초기에 수집하여 만들어진 것이라고 전해지고 있다. 1941년, 산시성 빈현에서 재발견되어 시류를 타고 대량으로 출판되었다. 여러 가지 시대의 고사와 교훈이 여기저기 들어있어 중국에서는, 병법서로서 세계적으로 유명한 《손자병법》(孫子兵法)만큼이나 일상생활에서 폭넓게 인용되고 있다.
손질이 덜된 부분이 있어 전술이라고는 부를 수 없을 것 같은 것이 포함된 경우도 있다. 또, 권위를 부여하기 위해서 주역에서 인용하며 해설하고 있지만, 모두 좋은 문장이라고는 말하기 어렵다. 6계 6조의 배열도 바꿔 넣는 편이 낫다는 지적도 있다. 이러한 점 때문에 삼십륙계가 역사 속으로 묻혀졌다고 평가되기도 한다.

### 저자
《손자병법》의 이일대로(以逸待勞), 《전국책》(戰國策)의 원교근공(遠交近攻), 두보시(杜甫詩)의 금적금왕(擒賊擒王), 《삼국지연의》(三國志演義)의 고육계(苦肉計), 미인계(美人計) 등이 나오는 것으로 보아 어느 한 사람이 지은 것으로 볼 수 없고, 어느 한 시대에 이루어진 것도 아님을 알 수 있다. 중국에서 옛날부터 전해지는 병서의 정수를 모은 책으로서 다른 병서들에 비해 늦게 나오고 경서나 사서와 같이 정통으로 취급받지 못했기 때문에 정식으로 출판된 적은 없다.

### 사료
1. 《자치통감》(資治通鑑)의 '檀公三十六策 走爲上策 計汝父子唯有走耳'이란 구절에서보면 단도제가 정리했을거란 추측을 할 수 있다. 남북조 시대, 제(齊:南齊, 479∼502)나라 5대 황제인 명제(明帝) 소도성(蕭道成)의 종질로서, 고제의 증손(曾孫)인 3대 4대 황제를 차례로 시해하고 제위를 찬탈(簒奪)한 황제인데, 그는 즉위 후에도 고제의 직손(直孫)들은 물론 자기를 반대하는 사람은 가차없이 잡아 죽였다. 이처럼 피의 숙청이 계속되자 고조 이후의 옛 신하들은 불안을 느끼지 않을 수 없었다. 그 중에서도 개국 공신인 회계(會稽) 태수 왕경측(王敬則)의 불안은 날로 심해졌으며, 불안하기는 명제도 마찬가지였다. 그래서 대부 장괴(張壞)를 평동(平東)장군에 임명하여 회계와 인접한 오군(五郡:강소성 내)으로 파견했는데 왕경측은 1만여 군사를 이끌고 도읍 건강(建康:南京)을 향해 진군하여 불과 10여 일 만에 건강과 가까운 흥성성(興盛城)을 점령했다. 도주에 농민들이 가세함에 따라 병력도 10여 만으로 늘어났다. 한편 병석의 명제를 대신하여 국정을 돌보던 태자 소보권(蕭寶卷)은 패전 보고서를 받자 피난 준비를 서둘렀으며, 이 소식을 전해들은 왕경측은 껄껄 웃으며 말하기를 "단장군(檀將軍)의 '서른 여섯 가지 계책 중 도망가는 것도 계책[三十六計走爲上計]' 이었다고 하더라. 이제 너희 부자(父子)에게 남은 건 도망가는 길밖에 없느니라." 하는 말에서 많이 인용되었다.
2. 후에 주림(朱琳)이 지은 홍문지(洪門志)에는 청대 초에 홍문회(홍화회)에서 《삼십륙계》를 편찬한 일이 있다고 한다. 홍화회(紅花會), 삼불사(三不社), 천지회(天地會), 가로회(哥老會), 대도회(大刀會) 등 실제로 반청복명(反靑復明) 운동을 했던 단체들이다. 대만에서 명나라 부흥운동을 이끌었던 정성공이 이러한 반청복명의 대표적인 인물이라 할 수 있다. 만주족의 지배를 물리치고 다시 한족 왕조를 세우려고 했던 것이다.
3. 풍부한 처세철학을 내포하고 있어서 많은 사람들이 즐겨 읽어서 목판으로 간행하거나 필사되긴 했지만 당시 지식인들이 서가에 놓아 드러내는 것은 꺼려했다고 볼 수 있다.

## 내용

### 승전계(勝戰計): 제1계∼제6계
- 제1계. 만천과해(瞞天過海) : 하늘을 가리고 바다를 건너다.

주도면밀하게 준비를 하면 나태해지고, 자주 보면 의심하지 않게 된다. 음(陰)은 양(陽) 속에 있는 것이지. 양의 대립편에 있는 것이 아니다. 태양(太陽)은 태음(太陰)이다.
- 제2계. 위위구조(圍魏救趙) : 위나라를 포위하여 조나라를 구하다.

적을 공격하는 것은 분산시키느니만 못하고, 공개적으로 공격하는 것은 비밀리에 공격하느니만 못하다.
- 제3계. 차도살인(借刀殺人) : 남의 칼을 빌려 사람을 해치다.

적은 분명하고 친구는 아직 정해지지 않았을 때, 남의 힘을 빌려 적을 치는 것은 자신의 힘을 쓰지 않고 '각출'로써 일이 진행되도록 하는 것이다.
- 제4계. 이일대로(以逸待勞) : 쉬면서 힘을 비축했다가 피로에 지친 적을 맞아 싸우다.

적의 세력을 약화시키는 것은 꼭 싸움으로만 되는 것은 아니다. 효과적인 방어는 강한 자를 약하게 만들고 약한 자를 강하게 만든다.
- 제5계. 진화타겁(趁火打劫) : 남의 집에 불난 틈을 타 도둑질하다.

적이 중대한 위기에 처해 있을 때, 그 기회를 이용하여 적을 패배시킨다.
- 제6계. 성동격서(聲東擊西) : 동쪽에서 소리치고 서쪽을 공격하다.

적의 지휘가 혼란에 빠지면 앞 못보는 장님과 같다. 이는 홍수가 범람하는 상이나, 적이 자아 통제를 할 수 없는 틈을 타서 그를 멸망시켜야 한다.

### 적전계(敵戰計): 제7계∼제12계
- 제7계. 무중생유(無中生有) : 무에서 유를 창조하다.

기만하면서 기만하지 않는 것처럼 보이게 하는 것이다. 전선에 무언가를 배치하여 적을 이중의 혼란에 빠뜨리는 것이다. 즉 기만적인 외형은 종종 다가올 위험을 감추고 있는 법이다.
- 제8계. 암도진창(暗渡陳倉) : 한고조가 은밀히 진창으로 진군하여 항우의 기선을 제압하고 한나라를 세우다.

적을 제어하기 위해 행동을 고의로 노출시키고 기습공격을 통해 주도권을 장악하다.
- 제9계. 격안관화(隔岸觀火) : 강 건너 불보듯 하다.

적의 연합군 내부에 심각한 내분이 발생했을 때, 조용히 그 혼란이 극에 달하기를 기다린다. 적의 내부의 투쟁이 격화되면 적의 연합군은 붕괴를 자초하게 되기 때문이다. 거기서 비롯되는 유리한 형세를 면밀히 관찰하여 행동으로 옮길 준비를 한다.
- 제10계. 소리장도(笑裏藏刀) : 웃음속에 칼날을 품다.

적으로 하여금 우릴 믿게 안심시킨 후 비밀리에 일을 도모한다. 주도면밀하게 준비한 후 행동하며 변화가 생기지 않도록 한다. 부드러운 외형에 강한 내면을 숨기는 것이다.
- 제11계. 이대도강(李代桃僵) : 오얏나무가 복숭아나무대신 말라죽다.

운세는 반드시 기울기 마련이니, 작은 것을 희생시켜 전체의 이로움을 구해야 한다. → 살을 주고 뼈를 취한다.
- 제12계. 순수견양(順手牽羊) : 기회를 틈타 양을 슬쩍 끌고 가다.

적의 미세한 틈이라도 받드시 장악해야 하며, 조그만 이익이라도 반드시 얻도록 해야 한다.

### 공전계(攻戰計): 제13계∼제18계
- 제13계. 타초경사(打草驚蛇) : 풀을 베어 뱀을 놀라게 하다.

적에게 어떤 의심이 생기면 반드시 가서 살펴보아야 한다. 자세한 정찰 후에 비로소 행동해야 한다. 반복하여 정찰해야만이 적의 숨겨진 음모를 발견할 수 있다.
- 제14계. 차시환혼(借屍還魂) : 죽은 사람의 영혼이 다른 사람의 시체를 빌려 부활하다.

강한 자는 이용당하지 않는다. 그러나 약한 자는 도움이 필요하니, 이용할 수 없는 것을 빌어서 이용한다. 내가 약한 자에게 구하는 것이 아니라, 약한 자가 나에게 구한다.
- 제15계. 조호리산(調虎離山) : 범을 산 속에서 유인해내다.

자연조건이 적에게 불리해지기를 기다리고 기만으로 그를 유혹한다. 적이 커다란 위험을 무릅쓰고 당신을 공격하도록 유혹한다.
- 제16계. 욕금고종(欲擒姑縱) : 큰 것을 얻기 위해 작은 것을 풀어주다.

적을 지나치게 몰아세우면 적이 도리어 맹렬하게 반격한다. 적을 달아나게 놓아두면 그 기세가 꺾일 것이다. 적을 쫓되 다급하게 쫓지 않고, 적의 힘을 고갈시키고 전투의지를 쇠약하게 만들어 적을 분산시킨 후 사로잡아야 한다. 그러면 칼에 피를 묻히지 않고도 적을 진압할 수 있다. 즉 공격을 주도면밀하게 지연시킴으로써 적을 스스로 자멸하게 만드는 것이다.
- 제17계. 포전인옥(抛磚引玉) : 돌을 던져서 구슬을 얻다.

지극히 유사한 것으로 적을 미혹시킨다음 공격한다.
- 제18계. 금적금왕(擒賊擒王) : 적을 잡으려면 우두머리부터 잡는다.

적의 주력을 궤멸시키고, 그 괴수를 사로잡아 적을 와해시킨다. 용도 물을 떠나게 되면 어쩔 도리가 없게 된다.

### 혼전계(混戰計): 제19계∼제24계
- 제19계. 부저추신(釜底抽薪) : 솥 밑에 타고 있는 장작을 꺼내 끓어오르는 것을 막다.

강한 적을 만났을 때는 정면으로 공격하지 말고 가장 약한 곳을 찾아내 공략하라.
- 제20계. 혼수모어(混水摸魚) : 흐린 물에서 고기를 잡다.

적의 내부가 혼란한 틈을 타서, 그 약자를 당신의 편에 끌어들여라. 그러면 적은 자멸하게 될 것이다.
- 제21계. 금선탈각(金蟬脫殼) : 매미가 허물을 벗듯 감쪽같이 몸을 빼 도망하다.

적이 행동하지 못하도록, 진지의 원형을 보존하고 군대가 여전히 주둔하고 있는 것처럼 하라. 그러면 적이 감히 공격하지 못할 것이다.
- 제22계. 관문착적(關門捉賊) : 문을 닫아 걸고 도적을 잡다.

세력이 약한 소규모의 적에 대해서는 포위하여 멸망시켜야 한다. 퇴각하게 놓아두면 섬멸하는 데 불리하다.
- 제23계. 원교근공(遠交近攻) : 먼 나라와 친교를 맺고 가까운 나라를 공격하다.

멀리 있는 적보다는 가까이에 있는 적을 공격하는 편이 유리하다. 멀리 있는 적과는 정치적 주장이 다를지라도 잠시 연합하라.
- 제24계. 가도벌괵(假道伐虢) : 기회를 빌미로 세력을 확장시키다.

두 개의 강대국 틈에 끼인 소국이 적의 위협을 받게 되면 즉시 군대를 보내 구해줌으로써 영향력을 확장시켜야 한다. 곤란한 지경에 빠졌을 때 단지 말만 앞세우면 신뢰받을 수 없다.

### 병전계(竝戰計): 제25계∼제30계
- 제25계. 투량환주(偸樑換柱) : 대들보를 훔쳐내고 기둥으로 바꾸어 넣다.

연합군으로 하여금 진영을 자주 바꾸게 하여 그 주력 부대를 빼내게 한다. 그들이 스스로 붕괴하기를 기다려 그 틈을 타 적을 공격한다. 이는 마치 수레의 바퀴를 빼는 것과 같다.
- 제26계. 지상매괴(指桑罵槐) : 뽕나무를 가리키며 홰나무를 욕하다.

강자가 약자를 지배하려면 경고를 해야 할 것이다. 강한 기세로 나아가면 충성을 바칠 것이고, 단호한 태도를 취하면 순종하게 될 것이다.
- 제27계. 가치부전(假痴不癲) : 어리석은 척하되 미친 척하지 말라.

무지한 척 가장하되 무슨 행동을 하지 말라. 총명한 척하며 경거망동하지 말라. 기밀을 누설하지 말고 조용히 계획하라. 천둥번개가 순식간에 치는 것처럼.
- 제28계. 상옥추제(上屋抽梯) : 지붕으로 유인한 뒤 사다리를 치우다.

고의로 약점을 노출시켜 적을 그대의 진영 안으로 들어오게 하라. 적의 응원부대를 차단하여 적을 사지로 몰아 넣어라. 판단착오 때문에 적은 해를 당하게 될 것이다.
- 제29계. 수상개화(樹上開花) : 나무에 꽃을 피우다.

허위로 진영을 배치함으로써 실제보다 세력이 강대하게 보이게 만든다. 기러기가 높이 날아오를 때 날갯짓으로 위용을 더하는 것과 같이.
- 제30계. 반객위주(反客爲主) : 주객이 전도되다.

기회를 엿보아 발을 들여놓고, 관건을 파악한 다음, 차츰차츰 영향력을 확대하게 되면 마침내 주도권을 장악하게 된다.

### 패전계(敗戰計): 제31계∼제36계
- 제31계. 미인계(美人計) : 미녀를 바쳐 음욕으로 유혹하다.

세력이 강한 군대는 그 장수를 공격하고 지략이 뛰어난 자는 색정을 이용한다. 장수가 약해지고 병사가 퇴폐에 흐르게 되면 전투의지가 꺾이는 법이다. 이렇게 적의 약점을 이용하여 아군을 보전한다.
- 제32계. 공성계(空城計) : 빈 성으로 유인해 미궁에 빠뜨리다.

아군의 군대가 열세일 때, 방어하지 않는 것처럼 보이게 하여 적을 혼란에 빠뜨린다. 적이 강하고 아군이 약한 상황에서, 이 계책은 교묘하고 또 교묘한 것이다.
- 제33계. 반간계(反間計) : 적의 첩자를 이용하다.

반간계야말로 적에 대한 기만전술 중 으뜸가는 것이다. 적의 첩자를 역이용함으로써 아무런 손실없이 적을 물리칠 수 있는 법이다.
- 제34계. 고육계(苦肉計) : 자신을 희생해 적을 안심시키다.

사람은 스스로에게 상처를 입히지 않는 법이므로, 상처를 입었다면 그것은 사실일 것이다. 이 점을 이용하여 적으로 하여금 자신의 말을 믿게 만든다. 진실을 거짓으로 가장하고 거짓을 진실로 꾸며 행동한다.
- 제35계. 연환계(連環計) : 여러 가지 계책을 연결시키다.

적의 병력이 강할 때는 무모하게 공격해서는 안된다. 적의 내부를 교란시켜 그 세력을 약화시켜야 한다. 휼륭한 지도자는 하늘의 은총을 얻어 전쟁을 승리로 이끈다.
- 제36계. 주위상(走爲上) : 도망치는 것도 뛰어난 전략이다.

강한 적과 싸울 때는 퇴각하여 다시 공격할 기회를 기다리는 것도 허물이 되지 않는다. 도주는 자주 사용되는 군사전략의 하나이다.

## 같이 보기
- 단도제